# Kazuaki Tasaka
Kazuaki Tasaka, född 3 augusti 1971 i Hiroshima prefektur, Japan, är en japansk tidigare fotbollsspelare.